# Naours
Naours és un municipi francès situat al departament del Somme i a la regió dels Alts de França. L'any 2007 tenia 1.141 habitants.

## Demografia

### Població

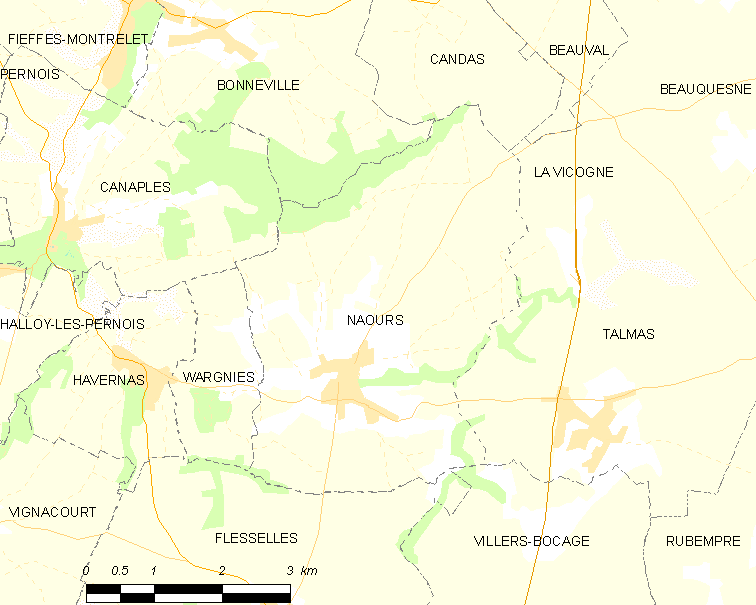
mapa del municipi

El 2007 la població de fet de Naours era de 1.141 persones. Hi havia 416 famílies de les quals 68 eren unipersonals (40 homes vivint sols i 28 dones vivint soles), 108 parelles sense fills, 200 parelles amb fills i 40 famílies monoparentals amb fills.
La població ha evolucionat segons el següent gràfic:
Habitants censats

### Habitatges

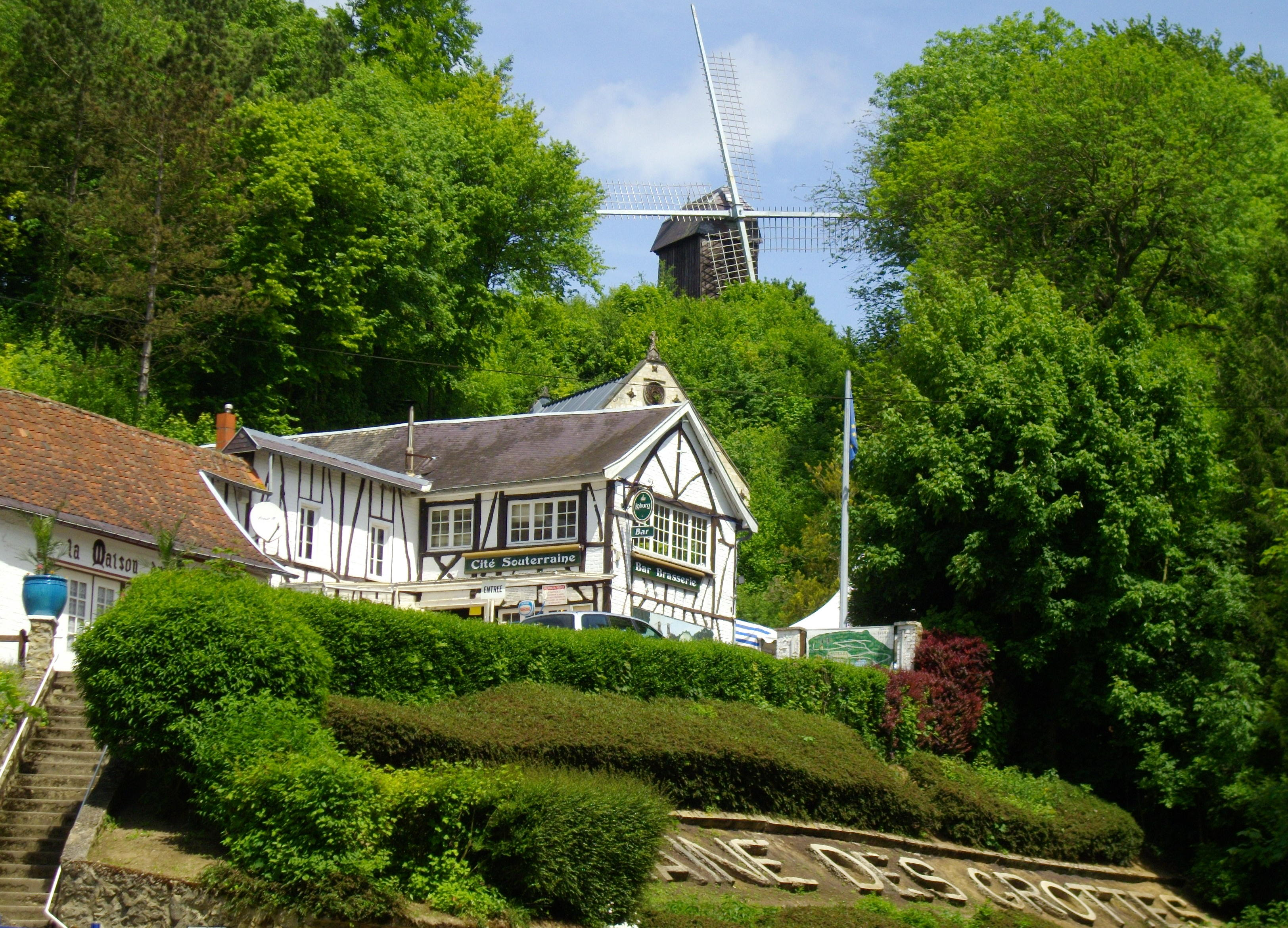
Grutes de Naours

El 2007 hi havia 444 habitatges, 417 eren l'habitatge principal de la família, 8 eren segones residències i 19 estaven desocupats. 442 eren cases i 2 eren apartaments. Dels 417 habitatges principals, 387 estaven ocupats pels seus propietaris, 24 estaven llogats i ocupats pels llogaters i 6 estaven cedits a títol gratuït; 3 tenien dues cambres, 35 en tenien tres, 91 en tenien quatre i 288 en tenien cinc o més. 313 habitatges disposaven pel capbaix d'una plaça de pàrquing. A 145 habitatges hi havia un automòbil i a 248 n'hi havia dos o més.

### Piràmide de població

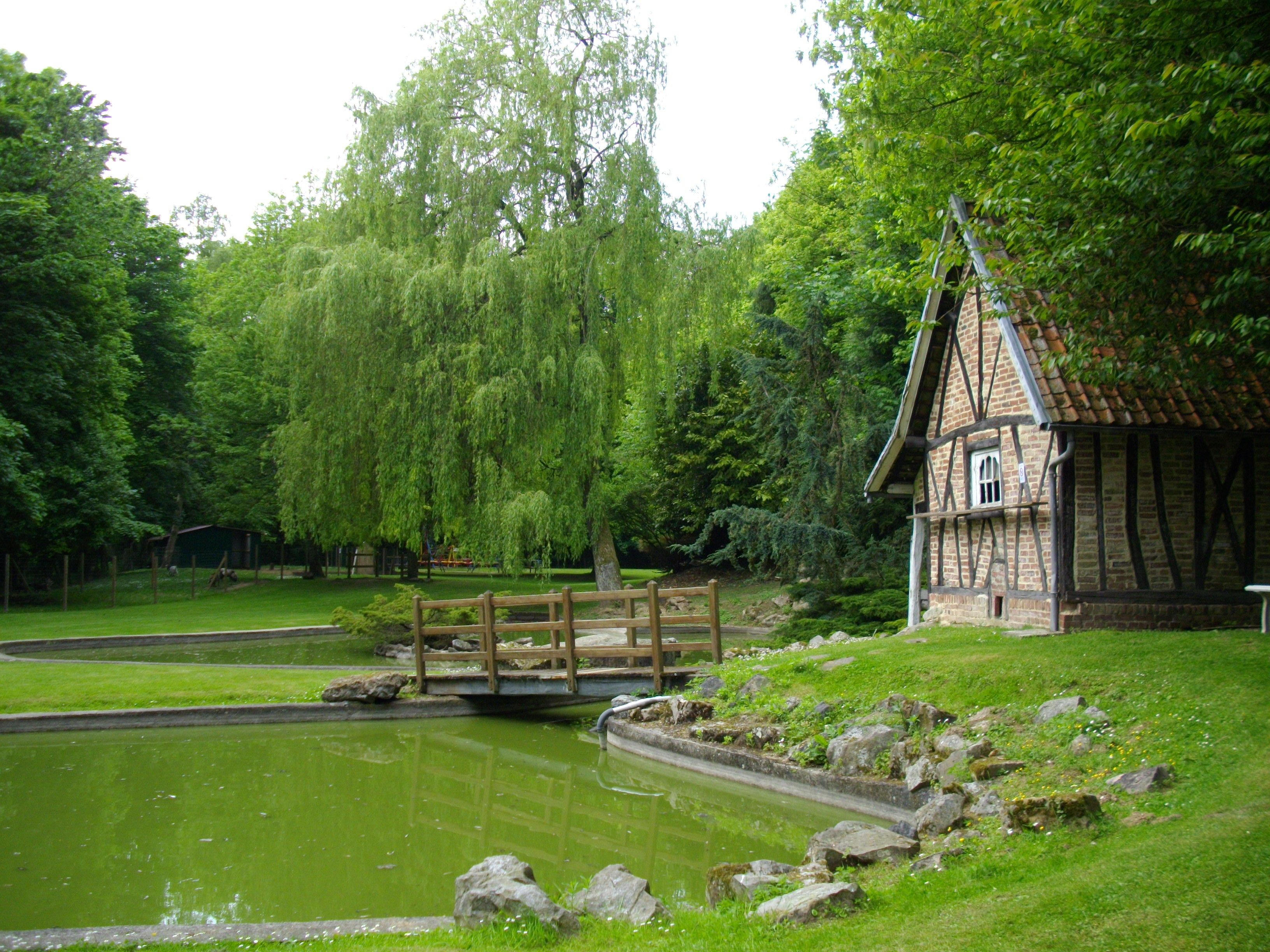
grutes de Naours

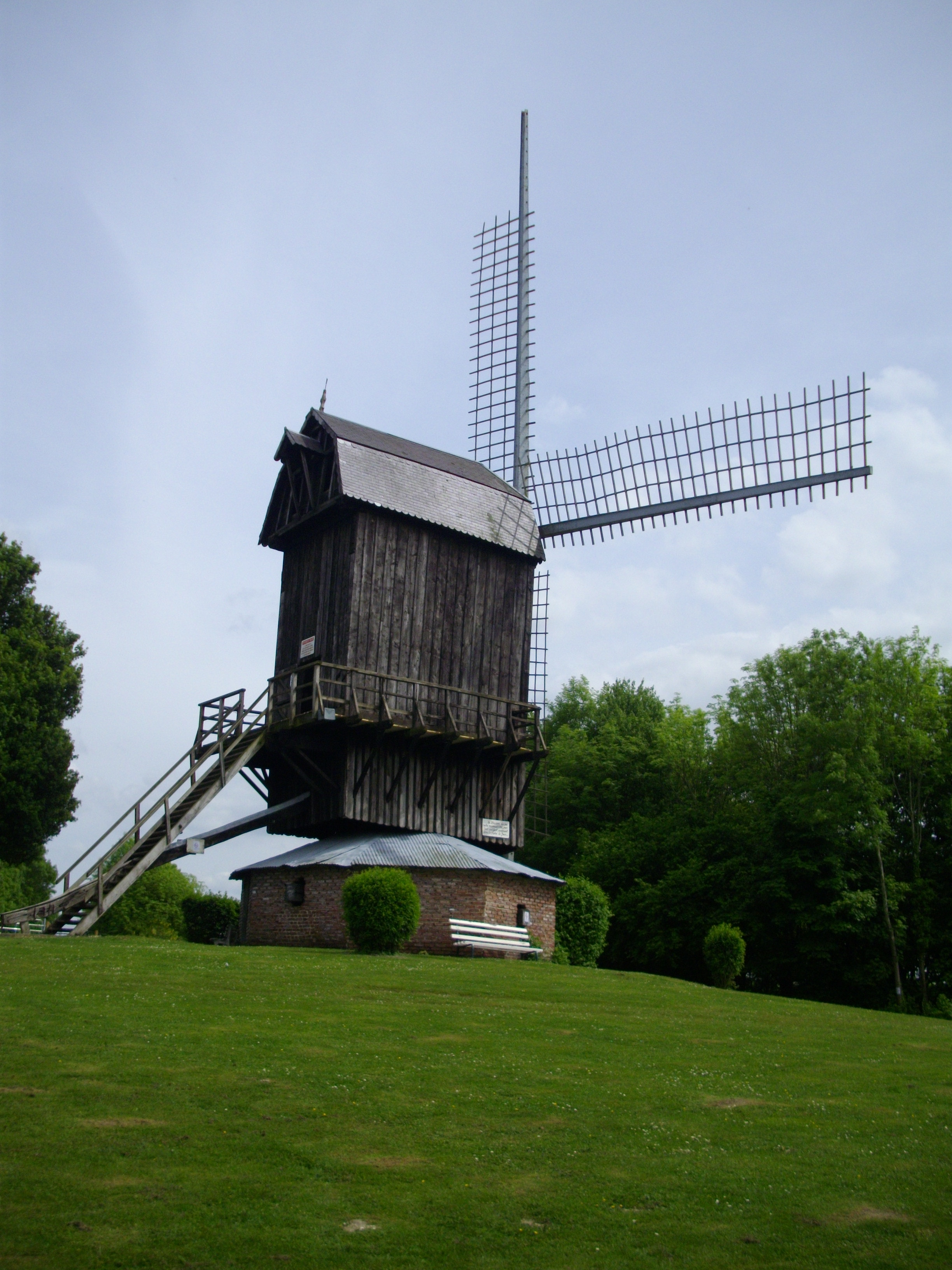
Molí de Belcan

La piràmide de població per edats i sexe el 2009 era:
| Homes | Edats   | Dones |
| ----- | ------- | ----- |
| 0     | 95 o +  | 0     |
| 0     | 90 a 94 | 4     |
| 0     | 85 a 89 | 4     |
| 4     | 80 a 84 | 8     |
| 4     | 75 a 79 | 16    |
| 12    | 70 a 74 | 4     |
| 20    | 65 a 69 | 20    |
| 20    | 60 a 64 | 36    |
| 12    | 55 a 59 | 8     |
| 60    | 50 a 54 | 24    |
| 56    | 45 a 49 | 64    |
| 44    | 40 a 44 | 48    |
| 40    | 35 a 39 | 40    |
| 44    | 30 a 34 | 52    |
| 20    | 25 a 29 | 28    |
| 56    | 20 a 24 | 24    |
| 53    | 15 a 19 | 32    |
| 64    | 10 a 14 | 36    |
| 64    | 5 a 9   | 52    |
| 24    | 0 a 4   | 32    |

## Economia

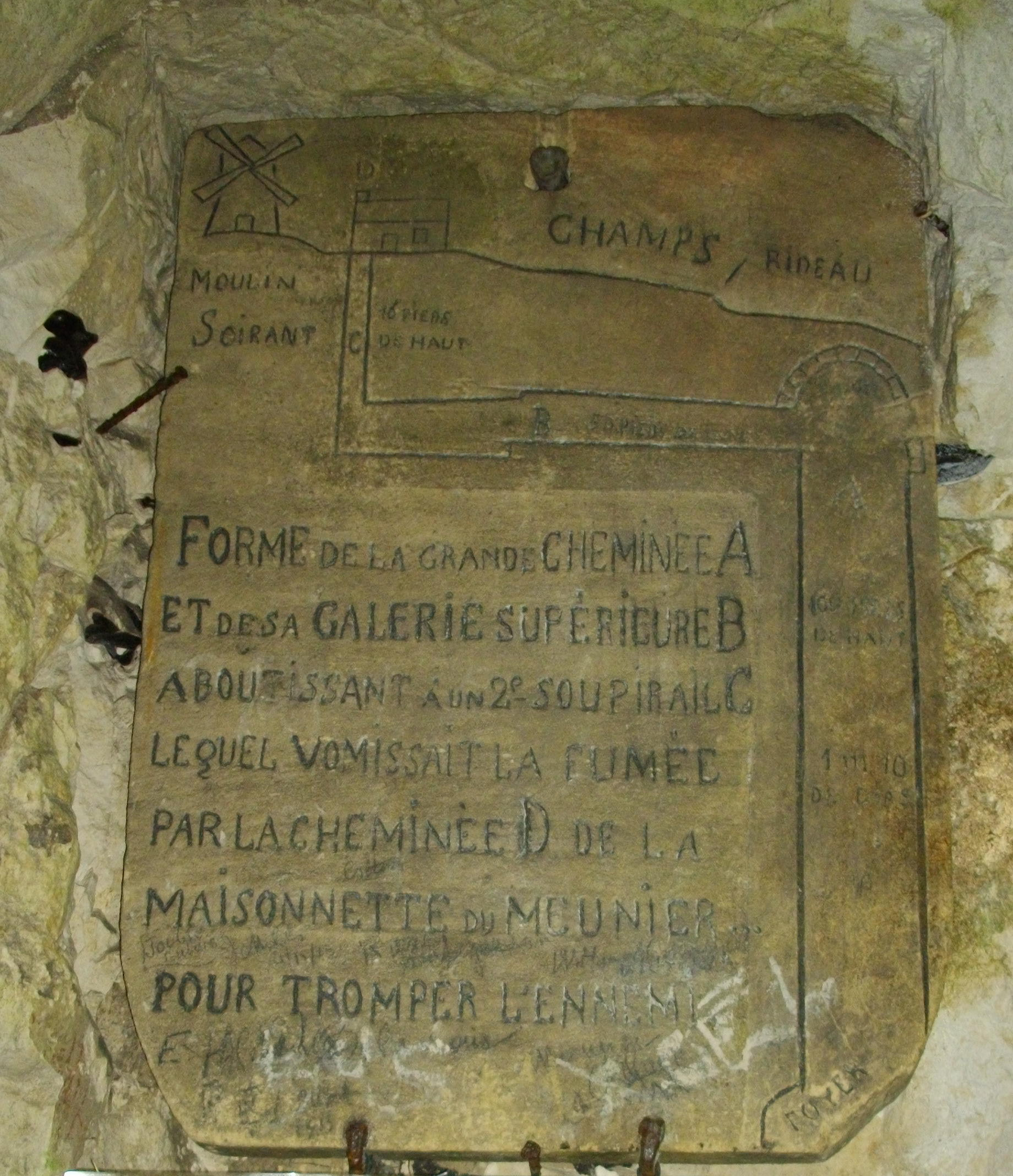
Grutes de Naours

El 2007 la població en edat de treballar era de 779 persones, 573 eren actives i 206 eren inactives. De les 573 persones actives 535 estaven ocupades (287 homes i 248 dones) i 38 estaven aturades (16 homes i 22 dones). De les 206 persones inactives 75 estaven jubilades, 78 estaven estudiant i 53 estaven classificades com a «altres inactius».

### Ingressos

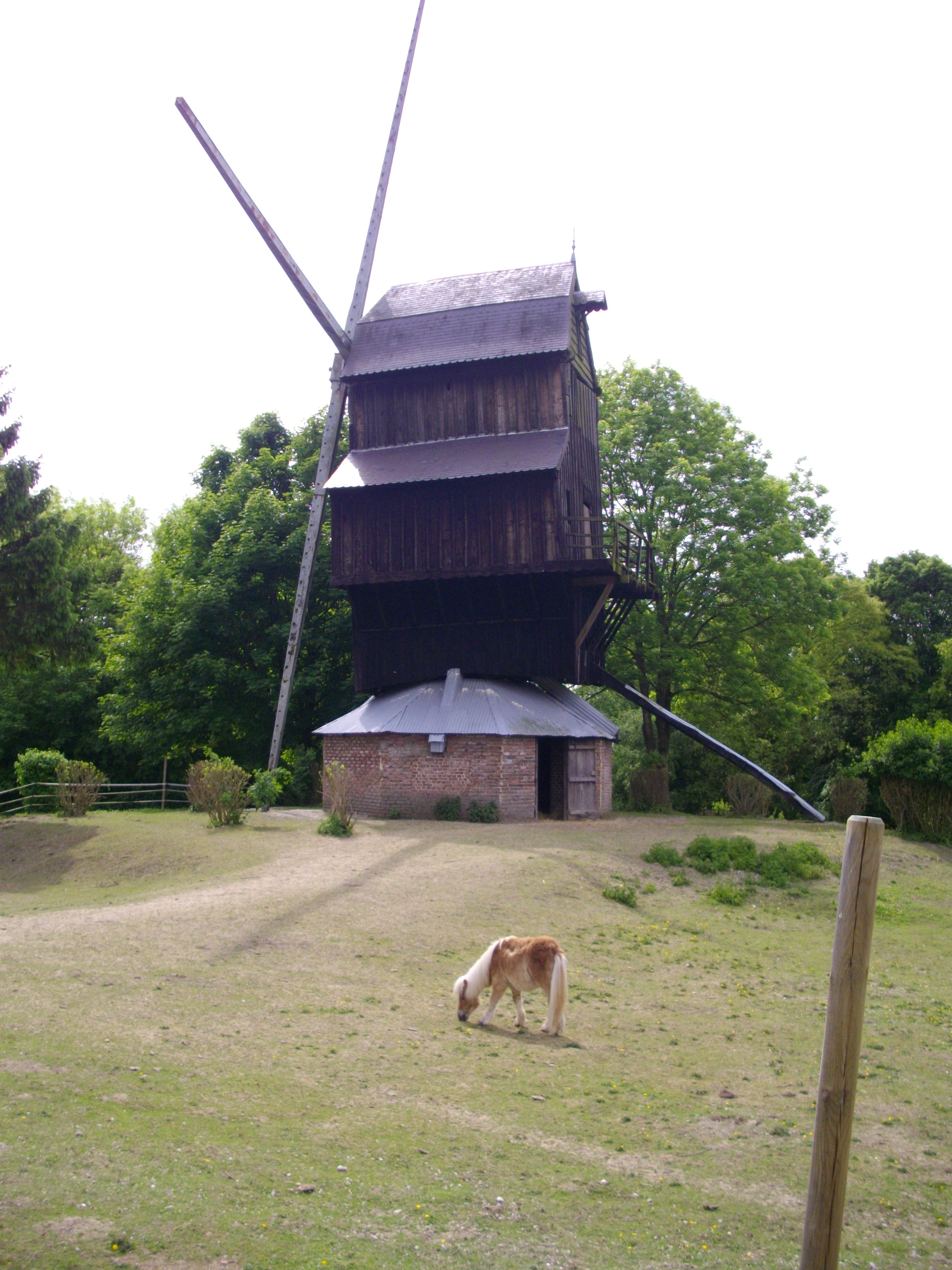
Molí de westmolen

El 2009 a Naours hi havia 419 unitats fiscals que integraven 1.150,5 persones, la mediana anual d'ingressos fiscals per persona era de 19.736 €.

### Activitats econòmiques

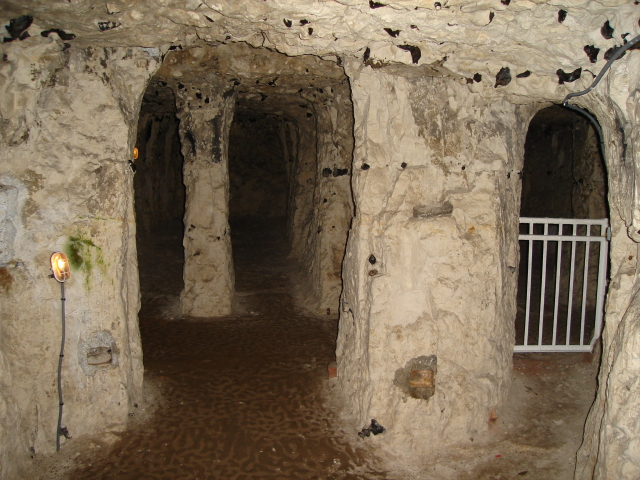
grutes de Naours

Dels 29 establiments que hi havia el 2007, 2 eren d'empreses extractives, 1 d'una empresa alimentària, 7 d'empreses de construcció, 3 d'empreses de comerç i reparació d'automòbils, 3 d'empreses de transport, 2 d'empreses d'hostatgeria i restauració, 2 d'empreses financeres, 2 d'empreses de serveis, 4 d'entitats de l'administració pública i 3 d'empreses classificades com a «altres activitats de serveis».
Dels 9 establiments de servei als particulars que hi havia el 2009, 1 era una oficina de correu, 3 paletes, 1 lampisteria, 1 electricista, 1 empresa de construcció, 1 perruqueria i 1 restaurant.
L'únic establiment comercial que hi havia el 2009 era una fleca.
L'any 2000 a Naours hi havia 14 explotacions agrícoles.

## Equipaments sanitaris i escolars
El 2009 hi havia una escola elemental.

## Poblacions més properes

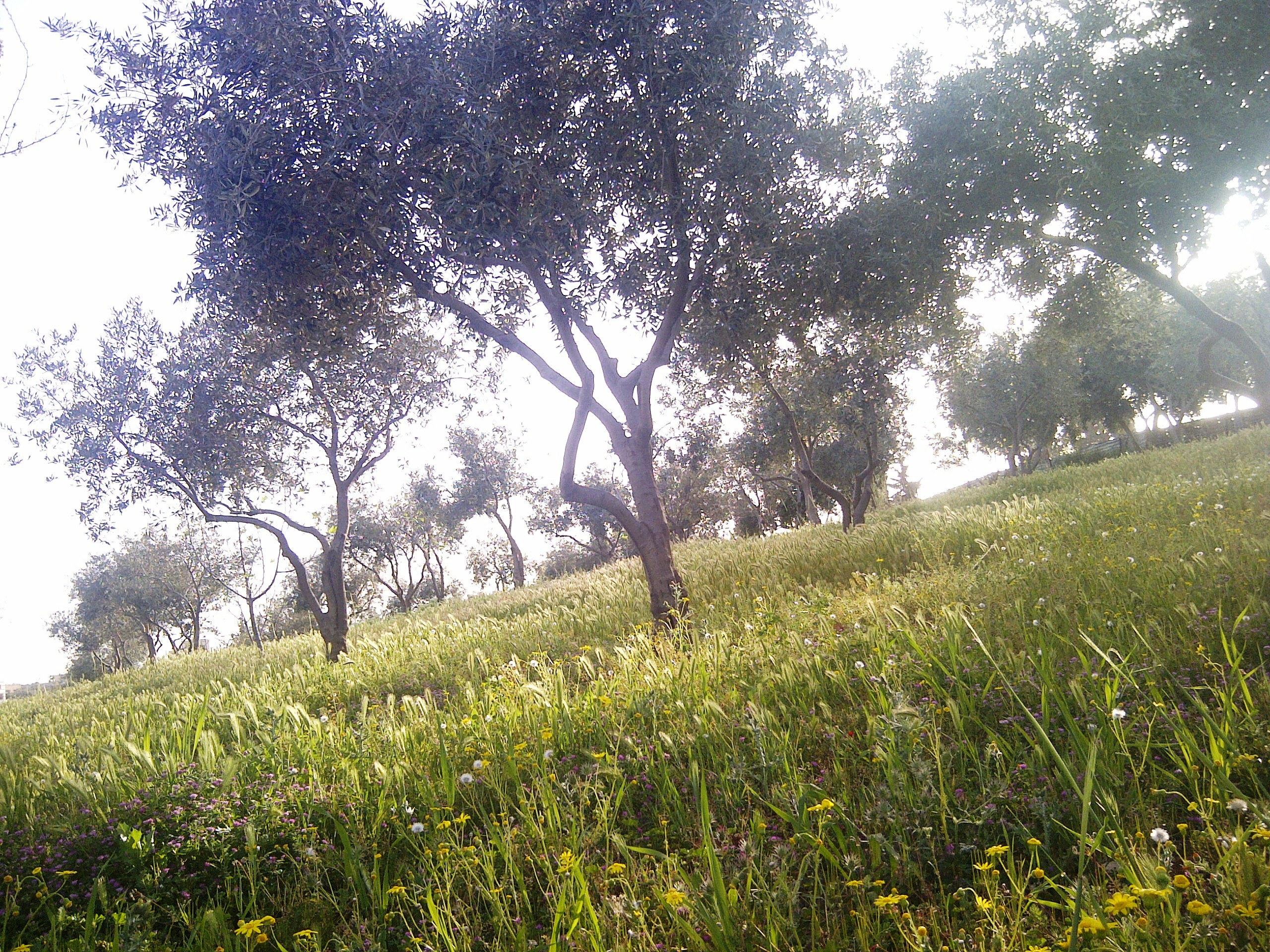
Naour a la primavera

El següent diagrama mostra les poblacions més properes.